# Adam och Eva

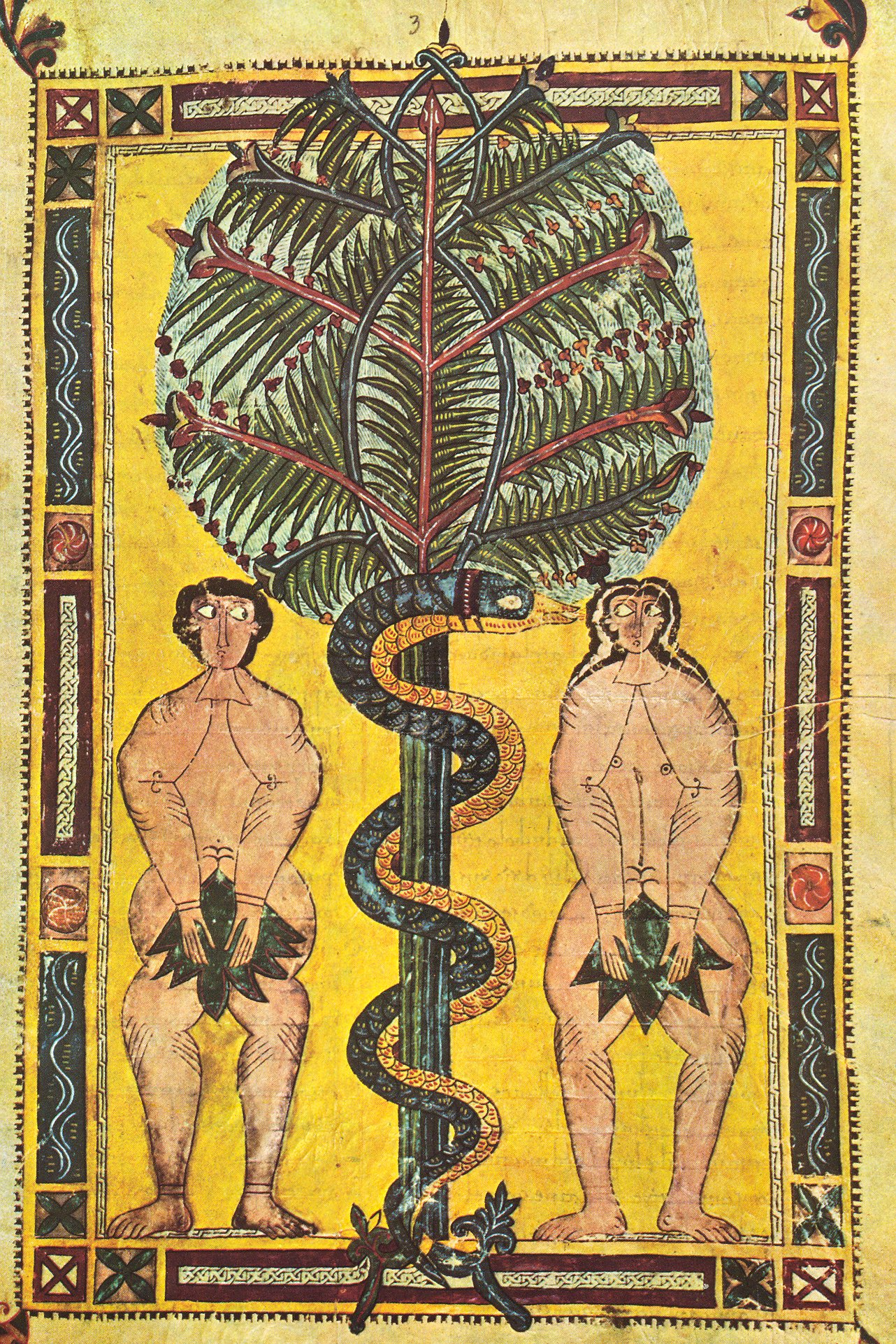
Adam och Eva
Handskrift, (ca 950).

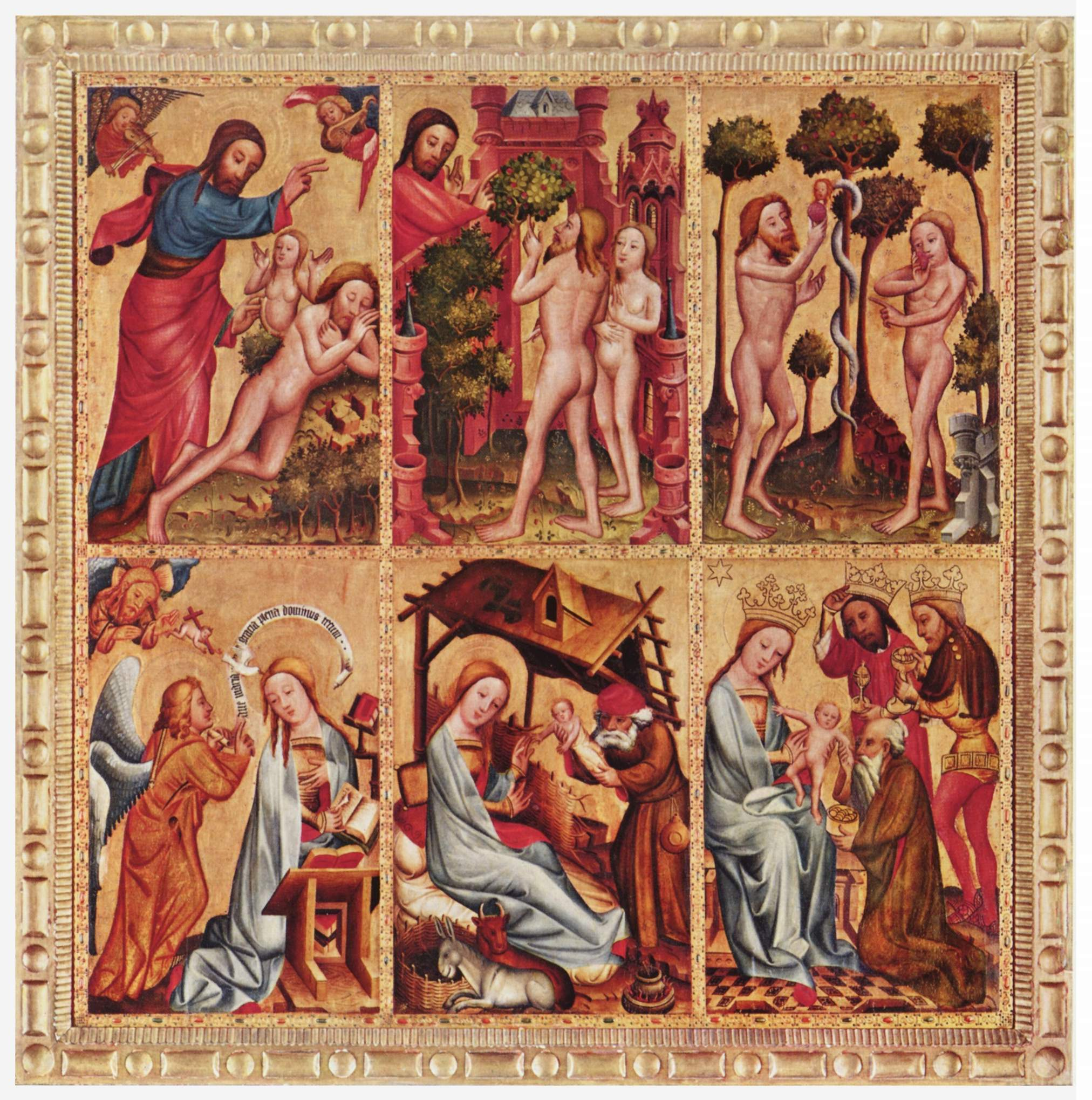
Adam och Eva
Målning av Bertram från Minden, (1380).

För andra betydelser, se Adam och Eva (olika betydelser).

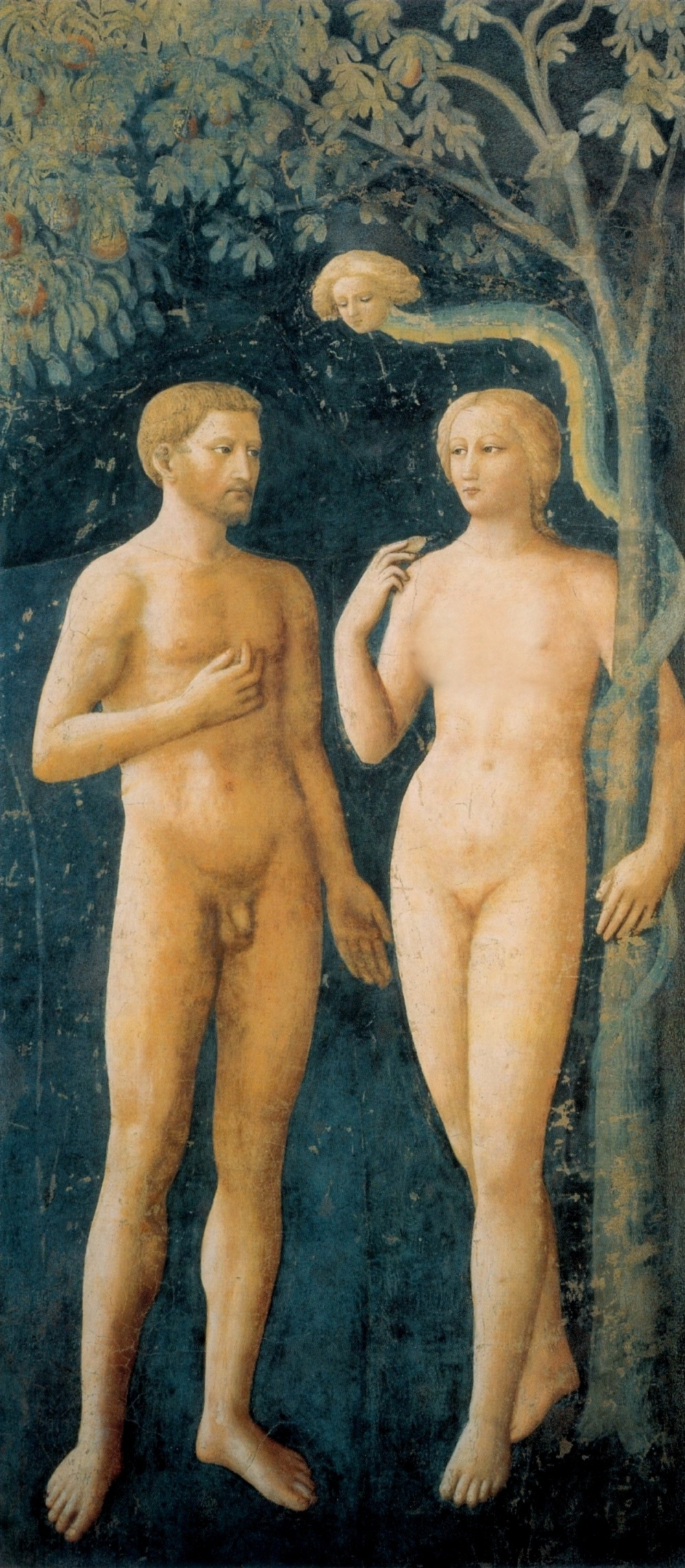
Adam och Eva
Målning av Masolino da Panicale, (1425).

Adam och Eva är enligt Bibelns skapelseberättelse i Första Moseboken de första människorna som Gud skapade. De räknas som mänsklighetens stamföräldrar i judisk, muslimsk och kristen tro. Skildringen av dessa har tolkats både bokstavligt och allegoriskt.

## Adam och Eva i Första Moseboken
Den bibliska redogörelsen för människans skapelse och det första människoparets öden är uppdelad i två skapelseberättelser. De två berättelserna skiljs åt med den hebreiska formeln ’elleh thôledhôth (”detta är [någons/någots] tillkomsthistoria”), som används i Första Moseboken för att dela upp skildringen i separata avsnitt.

### Den första skapelseberättelsen
Den inledande berättelsen, som sträcker sig från Första Moseboken 1:1–2:3, redogör för hur Gud skapar universum, jorden, växterna och djurlivet i olika etapper eller ”dagar”. Skapelsens höjdpunkt är den sjätte dagen, då Gud skapar mannen och kvinnan till sin avbild. Deras namn nämns inte i skildringen. Gud ger dem i uppdrag att föröka sig och uppfylla jorden och råda över alla levande skapelser. Till föda åt både människan och djuren ges alla växter och frukter. Berättelsen avslutas: ”Så fullbordades himlen och jorden och allt vad där finns. Den sjunde dagen hade Gud fullbordat sitt verk och han vilade på den sjunde dagen efter allt han hade gjort.”
Berättelsen i Första Mosebokens första kapitel avviker från andra skapelseberättelser i närliggande kulturer som Mesopotamien, Babylon, Fenicien och Egypten. I dessa är flera sinsemellan stridande gudar involverade och skapandet är kopplat till sexuellt umgänge mellan gudarna eller till och med till en guds onanerande. Gudarna har inte alltid kontroll över skeendet och människan är där närmast en oförutsedd biprodukt, medan Första Moseboken beskriver människan som målet med skapelsen: Adam och Eva framstår där som skapelsens krona. I exempelvis Babylon betraktades solen, månen, stjärnorna och himlen som gudar av egen kraft; i Bibeln är dessa ting som skapats av Gud. Kungarna ansågs vara en guds avbild och regent i dennes ställe på jorden; i Första Moseboken är däremot Adam och Eva och i förlängningen alla människor skapade till den allsmäktige Gudens avbild.

### Den andra skapelseberättelsen
Den andra berättelsen beskriver de första människorna och deras uppror mot Gud och har få paralleller i andra österländska skapelseskildringar. Berättelsen följer direkt efter den första, från Första Moseboken 2:4. Guds roll betonas här genom att han genomgående kallas med sitt egennamn i kombination med gudstiteln: Jahve (Jehova) Gud. Här beskrivs Guds skapande utifrån en annan ordning: mannen – växter – djur – kvinnan. Denna skillnad har förklarats på två sätt. Den ena förklaringen utgår från fyrkällsteorin. Enligt denna härrör skildringen från en annan källa, Prästskriften och Jahvisten, som utan större redigering lagts in i texten. Den andra förklaringen framhåller syftet med skildringen, att texten tillkommit för att skildra Guds välvilja mot människorna och kontrasten mellan förhållandena före respektive efter det första människoparets uppror mot Gud, ”syndafallet”. Det exakta kronologiska skeendet är därför inte viktigt i berättelsen, som nämner Guds skapandeakt när det är relevant utifrån människans perspektiv. När Gud ger människan växter och frukter till föda nämns att Gud skapade växtligheten. När Adam ska namnge djuren nämns att Gud skapade djuren.
I denna andra skapelseskildring formar Jahve Gud den första människan av stoft från marken och blåser in livets andedräkt i hennes näsborrar så att hon blir en levande själ. Gud planterar Edens trädgård, som den första människan får i uppdrag att vaka över och vårda. Gud skapar djuren och visar dem för mannen, som ger dem alla namn. Efter en tid skapar Gud kvinnan till att vara en hjälpare och komplement till mannen genom att försänka honom i djup sömn, ta ett av hans revben och utifrån det bygga en kvinna.
Adam har fått tillåtelse att äta av alla trädgårdens frukter utom av frukten från ett visst träd i trädgårdens mitt, ”trädet som ger kunskap om gott och ont”. Om han äter av den kommer han att dö. När kvinnan är ensam lurar dock ormen henne att äta av den förbjudna frukten genom att lova henne att de inte ska dö om de äter av den; i stället kommer de med fruktens hjälp att själva bli som Gud med kunskap om vad som är gott respektive ont. Hon äter av frukten och ger den till mannen, som också äter av den. De inser då att de är nakna och gör åt sig höftskynken av fikonlöv. När de hör Yahweh Guds röst ropa på dem försöker de gömma sig för honom bland träden. Till slut svarar Adam att han blivit rädd, eftersom han var naken. Yahweh frågar om mannen ätit av den förbjudna frukten. Mannen skyller på den kvinna som Gud givit honom, kvinnan skyller i sin tur på ormen. Yahweh Gud förbannar ormen och säger att kvinnans avkomma ska krossa ormens huvud; detta uttalande har både inom judendomen och kristendomen uppfattats som den första profetian om en messiansk frälsare (räddare). Gud säger till kvinnan att hon kommer att föda sina barn under smärta och födslovåndor och att hennes man ska härska över henne. Till mannen, som nu benämns Adam för första gången, säger Yahweh att han ska förbanna marken. Bland tistlar och törnen och i sitt anletes svett ska mannen bruka jorden till dess denne själv återvänder till den jord av vilken han var tagen: ”jord är du och jord skall du åter bli.”
Adam och Eva tvingas lämna Eden för att de inte ska kunna äta av frukten från livets träd och därigenom leva för evigt. Adam ger sin hustru namnet Eva, eftersom hon skulle bli mor till alla levande. De får ett inte angivet antal söner och döttrar (Första Moseboken 5:4). Den äldste sonen Kain dödar sin bror Abel. Människosläktet härstammar från deras son Set, som föddes när Adam var 130 år gammal. Adam uppges ha dött vid 930 års ålder.

### Personnamnen Adam och Eva
Adam kommer från det hebreiska ordet אָדָם, '’adâmâh', som betyder jord, av roten '’âdâm' med betydelsen röd, rödaktig. Enligt Första Mosebokens andra kapitel syftar namnet på att människan skapades av jordens stoft. I den hebreiska källtexten till Gamla Testamentet används ordet adám i betydelsen jordvarelse eller människa. Som egennamn på den förste mannen förekommer det som nämnt första gången i Första Moseboken 4:25.
Eva nämns vid namn först efter syndafallet, i Första Moseboken 3:20. Namnet kommer av det hebreiska ordet חַוָּה, chava eller chavvâ, vilket betyder livgivare och troligen är en kausativ form av roten châvâh, att leva. Det syftar på att hon skulle bli ”moder till alla som lever”. Hennes namn har återgetts på varierande sätt i olika språk.

## Adam och Eva i det kristna Nya Testamentet

### Adam och Eva i evangelierna
Den genealogi i Lukas evangelium som sägs utvisa Jesu härstamning sträcker sig ända till ”Adam, son till Gud”.
I evangelieskildringarna av Jesu liv och lära under det första århundradet enligt den allmänna tideräkningen finns endast ett uttalande av Jesus som direkt nämner det första människoparet. På frågan om det inte var tillåtet att skilja sig från sin hustru av vilket skäl som helst, hänvisade Jesus till hur Gud från början gjorde människan till man och kvinna och förenade dem i äktenskap så att de blev ett. Därför var skilsmässa endast tillåtet för mannen om hans hustru hade begått äktenskapsbrott. Skilde sig mannen av något annat skäl och sedan gifte om sig begick han själv äktenskapsbrott. Jesu svar med Adam och Eva som utgångspunkt innebar ett kraftigt utökat skydd för kvinnans säkerhet och hennes ställning i äktenskapet. Att Mose lag tillät män att skilja sig när de så ville berodde enligt Jesus på att de var ”så förstockade”.

### Adam och Eva i Paulus brev
Paulus hänvisar till det första människoparet i flera av sina brev. Rörande kvinnans ställning ger han direktiv om att hon ska underordna sig mannen och hålla sig tyst och stilla. Hon tillåts inte själv undervisa eller bestämma över mannen; ”ty Adam skapades först och sedan Eva. Och det var inte Adam som lockades utan kvinnan som lät sig lockas och förleddes till överträdelse.” Paulus hänvisar också till Adam och Eva när han ger instruktioner till männen och deras ansvar i familjen. De är skyldiga att älska sin hustru som sin egen kropp och vårda den ”så som Kristus gör med kyrkan”. Paulus citerar här den bibelvers i Första Moseboken där Gud vid instiftandet av äktenskapet mellan Adam och Eva säger att en man ska lämna sin far och sin mor och hålla sig till sin hustru, och de två ska bli ett.
I Romarbrevet skriver Paulus att synden kom in i världen genom Adams överträdelse och genom synden döden, så att döden fick herravälde över mänskligheten; här läggs det egentliga ansvaret för det första människoparets uppror på Adam. Alla dog genom en enda människas överträdelse, men genom en enda människas – det vill säga Jesus – lydnad och rättfärdighet har möjligheten till evigt liv öppnats för alla.

## Adam och Eva i Koranen
I Koranen spelar djinnernas ledare Iblis (Djävulen) en viktig roll i skildringen av skapelsen av Adam och Eva. Adam är inom islam den förste profeten. När Gud (Allah) befaller änglarna att böja sig ned inför Adam vägrar djinnernas ledare Iblis högmodigt att lyda. Iblis förvisas därför från paradiset men erhåller på sin begäran anstånd. Han ges också tillåtelse att försöka förleda människoparet till avfall. Gud varnar människorna, men Iblis lyckas ändå förleda dem. Detta benämns inom islam som den jordiska prövningen. Adams synd beskrivs i Koranen som ett felsteg, men det förstör inte relationen med Gud. I Första Moseboken säger Gud till människorna att de ska dö om de äter av den förbjudna frukten. I Koranen är straffet för överträdelse att människan fördrivs från paradiset och att hon blir olycklig. Genom sitt avfall sägs människan enbart ha skadat och gjort sig själv orätt. Gud säger att om de lyssnar till hans ledning ska de inte behöva frukta eller vara bedrövade.
Namnet Eva förekommer inte i Koranen, hon omtalas endast som Adams hustru. Enligt den islamiska traditionen heter hon Hawwaa.

## Adam och Evas ättlingar fram till syndafloden
Nedanstående diagram presenterar två av de släktlinjer som redovisas i Första Mosebok. Enligt Bibelns kronologi med återkommande åldersuppgifter skulle Adam med sina 930 år ha levt tillräckligt länge för att ha kunnat träffa sin ättling i det åttonde släktledet, Lemek. Denne var enligt Bibeln far till Noa, som på Guds befallning byggde en ark och därmed överlevde syndafloden, den stora översvämning som Gud orsakade för att dränka den onda mänskligheten och börja om på nytt med Noa och dennes familj.
|       |       |       |       |       |       |     |     |       |       |       |       |                    |                    |                    |                    | Adam               | Adam               | Adam       | Adam       | Adam       | Adam       |       |       | Eva   | Eva   | Eva   | Eva   | Eva   | Eva   |  |  |                        |                        |                        |                        |                        |                        |  |  |  |  |  |  |  |  |  |  |  |  |  |  |  |  |  |  |  |  |  |  |  |  |  |  |  |  |  |  |  |  |  |  |
|       |       |       |       |       |       |     |     |       |       |       |       |                    |                    |                    |                    | Adam               | Adam               | Adam       | Adam       | Adam       | Adam       |       |       | Eva   | Eva   | Eva   | Eva   | Eva   | Eva   |  |  |                        |                        |                        |                        |                        |                        |  |  |  |  |  |  |  |  |  |  |  |  |  |  |  |  |  |  |  |  |  |  |  |  |  |  |  |  |  |  |  |  |  |  |
|       |       |       |       |       |       |     |     |       |       |       |       |                    |                    |                    |                    |                    |                    |            |            |            |            |       |       |       |       |       |       |       |       |  |  |                        |                        |                        |                        |                        |                        |  |  |  |  |  |  |  |  |  |  |  |  |  |  |  |  |  |  |  |  |  |  |  |  |  |  |  |  |  |  |  |  |  |  |
|       |       |       |       |       |       |     |     |       |       |       |       |                    |                    |                    |                    |                    |                    |            |            |            |            |       |       |       |       |       |       |       |       |  |  |                        |                        |                        |                        |                        |                        |  |  |  |  |  |  |  |  |  |  |  |  |  |  |  |  |  |  |  |  |  |  |  |  |  |  |  |  |  |  |  |  |  |  |
|       |       |       |       |       |       |     |     |       |       |       |       | Kain               | Kain               | Kain               | Kain               | Kain               | Kain               |            |            | Abel       | Abel       | Abel  | Abel  | Abel  | Abel  |       |       |       |       |  |  | Set                    | Set                    | Set                    | Set                    | Set                    | Set                    |  |  |  |  |  |  |  |  |  |  |  |  |  |  |  |  |  |  |  |  |  |  |  |  |  |  |  |  |  |  |  |  |  |  |
|       |       |       |       |       |       |     |     |       |       |       |       | Kain               | Kain               | Kain               | Kain               | Kain               | Kain               |            |            | Abel       | Abel       | Abel  | Abel  | Abel  | Abel  |       |       |       |       |  |  | Set                    | Set                    | Set                    | Set                    | Set                    | Set                    |  |  |  |  |  |  |  |  |  |  |  |  |  |  |  |  |  |  |  |  |  |  |  |  |  |  |  |  |  |  |  |  |  |  |
|       |       |       |       |       |       |     |     |       |       |       |       | Hanok/Henok        | Hanok/Henok        | Hanok/Henok        | Hanok/Henok        | Hanok/Henok        | Hanok/Henok        |            |            |            |            |       |       |       |       |       |       |       |       |  |  | Enosh                  | Enosh                  | Enosh                  | Enosh                  | Enosh                  | Enosh                  |  |  |  |  |  |  |  |  |  |  |  |  |  |  |  |  |  |  |  |  |  |  |  |  |  |  |  |  |  |  |  |  |  |  |
|       |       |       |       |       |       |     |     |       |       |       |       | Hanok/Henok        | Hanok/Henok        | Hanok/Henok        | Hanok/Henok        | Hanok/Henok        | Hanok/Henok        |            |            |            |            |       |       |       |       |       |       |       |       |  |  | Enosh                  | Enosh                  | Enosh                  | Enosh                  | Enosh                  | Enosh                  |  |  |  |  |  |  |  |  |  |  |  |  |  |  |  |  |  |  |  |  |  |  |  |  |  |  |  |  |  |  |  |  |  |  |
|       |       |       |       |       |       |     |     |       |       |       |       | Irad               | Irad               | Irad               | Irad               | Irad               | Irad               |            |            |            |            |       |       |       |       |       |       |       |       |  |  | Kenan                  | Kenan                  | Kenan                  | Kenan                  | Kenan                  | Kenan                  |  |  |  |  |  |  |  |  |  |  |  |  |  |  |  |  |  |  |  |  |  |  |  |  |  |  |  |  |  |  |  |  |  |  |
|       |       |       |       |       |       |     |     |       |       |       |       | Irad               | Irad               | Irad               | Irad               | Irad               | Irad               |            |            |            |            |       |       |       |       |       |       |       |       |  |  | Kenan                  | Kenan                  | Kenan                  | Kenan                  | Kenan                  | Kenan                  |  |  |  |  |  |  |  |  |  |  |  |  |  |  |  |  |  |  |  |  |  |  |  |  |  |  |  |  |  |  |  |  |  |  |
|       |       |       |       |       |       |     |     |       |       |       |       | Mehujael           | Mehujael           | Mehujael           | Mehujael           | Mehujael           | Mehujael           |            |            |            |            |       |       |       |       |       |       |       |       |  |  | Mahalalel              | Mahalalel              | Mahalalel              | Mahalalel              | Mahalalel              | Mahalalel              |  |  |  |  |  |  |  |  |  |  |  |  |  |  |  |  |  |  |  |  |  |  |  |  |  |  |  |  |  |  |  |  |  |  |
|       |       |       |       |       |       |     |     |       |       |       |       | Mehujael           | Mehujael           | Mehujael           | Mehujael           | Mehujael           | Mehujael           |            |            |            |            |       |       |       |       |       |       |       |       |  |  | Mahalalel              | Mahalalel              | Mahalalel              | Mahalalel              | Mahalalel              | Mahalalel              |  |  |  |  |  |  |  |  |  |  |  |  |  |  |  |  |  |  |  |  |  |  |  |  |  |  |  |  |  |  |  |  |  |  |
|       |       |       |       |       |       |     |     |       |       |       |       | Metusael/Metushael | Metusael/Metushael | Metusael/Metushael | Metusael/Metushael | Metusael/Metushael | Metusael/Metushael |            |            |            |            |       |       |       |       |       |       |       |       |  |  | Jered                  | Jered                  | Jered                  | Jered                  | Jered                  | Jered                  |  |  |  |  |  |  |  |  |  |  |  |  |  |  |  |  |  |  |  |  |  |  |  |  |  |  |  |  |  |  |  |  |  |  |
|       |       |       |       |       |       |     |     |       |       |       |       | Metusael/Metushael | Metusael/Metushael | Metusael/Metushael | Metusael/Metushael | Metusael/Metushael | Metusael/Metushael |            |            |            |            |       |       |       |       |       |       |       |       |  |  | Jered                  | Jered                  | Jered                  | Jered                  | Jered                  | Jered                  |  |  |  |  |  |  |  |  |  |  |  |  |  |  |  |  |  |  |  |  |  |  |  |  |  |  |  |  |  |  |  |  |  |  |
|       |       |       |       | Ada   | Ada   | Ada | Ada | Ada   | Ada   |       |       | Lemek              | Lemek              | Lemek              | Lemek              | Lemek              | Lemek              |            |            | Silla      | Silla      | Silla | Silla | Silla | Silla |       |       |       |       |  |  | Hanok/Henok            | Hanok/Henok            | Hanok/Henok            | Hanok/Henok            | Hanok/Henok            | Hanok/Henok            |  |  |  |  |  |  |  |  |  |  |  |  |  |  |  |  |  |  |  |  |  |  |  |  |  |  |  |  |  |  |  |  |  |  |
|       |       |       |       | Ada   | Ada   | Ada | Ada | Ada   | Ada   |       |       | Lemek              | Lemek              | Lemek              | Lemek              | Lemek              | Lemek              |            |            | Silla      | Silla      | Silla | Silla | Silla | Silla |       |       |       |       |  |  | Hanok/Henok            | Hanok/Henok            | Hanok/Henok            | Hanok/Henok            | Hanok/Henok            | Hanok/Henok            |  |  |  |  |  |  |  |  |  |  |  |  |  |  |  |  |  |  |  |  |  |  |  |  |  |  |  |  |  |  |  |  |  |  |
|       |       |       |       |       |       |     |     |       |       |       |       |                    |                    |                    |                    |                    |                    |            |            |            |            |       |       |       |       |       |       |       |       |  |  |                        |                        |                        |                        |                        |                        |  |  |  |  |  |  |  |  |  |  |  |  |  |  |  |  |  |  |  |  |  |  |  |  |  |  |  |  |  |  |  |  |  |  |
|       |       |       |       |       |       |     |     |       |       |       |       |                    |                    |                    |                    |                    |                    |            |            |            |            |       |       |       |       |       |       |       |       |  |  |                        |                        |                        |                        |                        |                        |  |  |  |  |  |  |  |  |  |  |  |  |  |  |  |  |  |  |  |  |  |  |  |  |  |  |  |  |  |  |  |  |  |  |
| Jabal | Jabal | Jabal | Jabal | Jabal | Jabal |     |     | Jubal | Jubal | Jubal | Jubal | Jubal              | Jubal              |                    |                    | Tubal-Kain         | Tubal-Kain         | Tubal-Kain | Tubal-Kain | Tubal-Kain | Tubal-Kain |       |       | Naama | Naama | Naama | Naama | Naama | Naama |  |  | Methusalem/Metushelach | Methusalem/Metushelach | Methusalem/Metushelach | Methusalem/Metushelach | Methusalem/Metushelach | Methusalem/Metushelach |  |  |  |  |  |  |  |  |  |  |  |  |  |  |  |  |  |  |  |  |  |  |  |  |  |  |  |  |  |  |  |  |  |  |
| Jabal | Jabal | Jabal | Jabal | Jabal | Jabal |     |     | Jubal | Jubal | Jubal | Jubal | Jubal              | Jubal              |                    |                    | Tubal-Kain         | Tubal-Kain         | Tubal-Kain | Tubal-Kain | Tubal-Kain | Tubal-Kain |       |       | Naama | Naama | Naama | Naama | Naama | Naama |  |  | Methusalem/Metushelach | Methusalem/Metushelach | Methusalem/Metushelach | Methusalem/Metushelach | Methusalem/Metushelach | Methusalem/Metushelach |  |  |  |  |  |  |  |  |  |  |  |  |  |  |  |  |  |  |  |  |  |  |  |  |  |  |  |  |  |  |  |  |  |  |
|       |       |       |       |       |       |     |     |       |       |       |       |                    |                    |                    |                    |                    |                    |            |            |            |            |       |       |       |       |       |       |       |       |  |  | Lemek                  |                        |                        |                        |                        |                        |  |  |  |  |  |  |  |  |  |  |  |  |  |  |  |  |  |  |  |  |  |  |  |  |  |  |  |  |  |  |  |  |  |  |
|       |       |       |       |       |       |     |     |       |       |       |       |                    |                    |                    |                    |                    |                    |            |            |            |            |       |       |       |       |       |       |       |       |  |  |                        |                        |                        |                        |                        |                        |  |  |  |  |  |  |  |  |  |  |  |  |  |  |  |  |  |  |  |  |  |  |  |  |  |  |  |  |  |  |  |  |  |  |
|       |       |       |       |       |       |     |     |       |       |       |       |                    |                    |                    |                    |                    |                    |            |            |            |            |       |       |       |       |       |       |       |       |  |  | Noa                    |                        |                        |                        |                        |                        |  |  |  |  |  |  |  |  |  |  |  |  |  |  |  |  |  |  |  |  |  |  |  |  |  |  |  |  |  |  |  |  |  |  |
|       |       |       |       |       |       |     |     |       |       |       |       |                    |                    |                    |                    |                    |                    |            |            |            |            |       |       |       |       |       |       |       |       |  |  |                        |                        |                        |                        |                        |                        |  |  |  |  |  |  |  |  |  |  |  |  |  |  |  |  |  |  |  |  |  |  |  |  |  |  |  |  |  |  |  |  |  |  |
|       |       |       |       |       |       |     |     |       |       |       |       |                    |                    |                    |                    |                    |                    |            |            |            |            |       |       |       |       |       |       |       |       |  |  |                        |                        |                        |                        |                        |                        |  |  |  |  |  |  |  |  |  |  |  |  |  |  |  |  |  |  |  |  |  |  |  |  |  |  |  |  |  |  |  |  |  |  |
|       |       |       |       |       |       |     |     |       |       |       |       |                    |                    |                    |                    | Sem                | Sem                | Sem        | Sem        | Sem        | Sem        |       |       | Ham   | Ham   | Ham   | Ham   | Ham   | Ham   |  |  | Jafet                  | Jafet                  | Jafet                  | Jafet                  | Jafet                  | Jafet                  |  |  |  |  |  |  |  |  |  |  |  |  |  |  |  |  |  |  |  |  |  |  |  |  |  |  |  |  |  |  |  |  |  |  |

## Adam och Eva i konsten
Adam och Eva utnyttjades av tidiga renässanskonstnärer för att representera det kvinnliga och det manliga i nakenstudier. Senare kom man att invända mot nakenheten, och lägga till element som fikonlöv över bildernas könsorgan, även på äldre bilder och skulpturer. Valet av fikonlöv var ett resultat av att man i Medelhavsområdet identifierade "kunskapens träd" med ett fikonträd, eftersom fikonlöv faktiskt omnämns i Första Mosebok som ett medel att dölja Adam och Evas nakenhet.
Ett återgivande av Adam och Eva i bild ansågs förr innebära flera logiska dilemman. Ett sådant dilemma var huruvida de bör avbildas med navlar (Omphalos-hypotesen). Eftersom Adam och Eva skapades fullvuxna, och därför inte utvecklats i en livmoder, bör de inte ha varit anslutna till en navelsträng som var alla födda människor varit. Men målningar utan navlar ansågs se onaturligt ut. Vissa konstnärer har därför på sina målningar dolt detta område på kroppen, ibland genom att Adam och Eva täcker området med sina händer eller med något annat föremål är placerat framför området.
En bild på Adam och Eva visas på omslaget till singeln I Didn't Mean It av Status Quo. På omslaget visas tio kända profiler, som hamnat i trubbel med rättvisan.

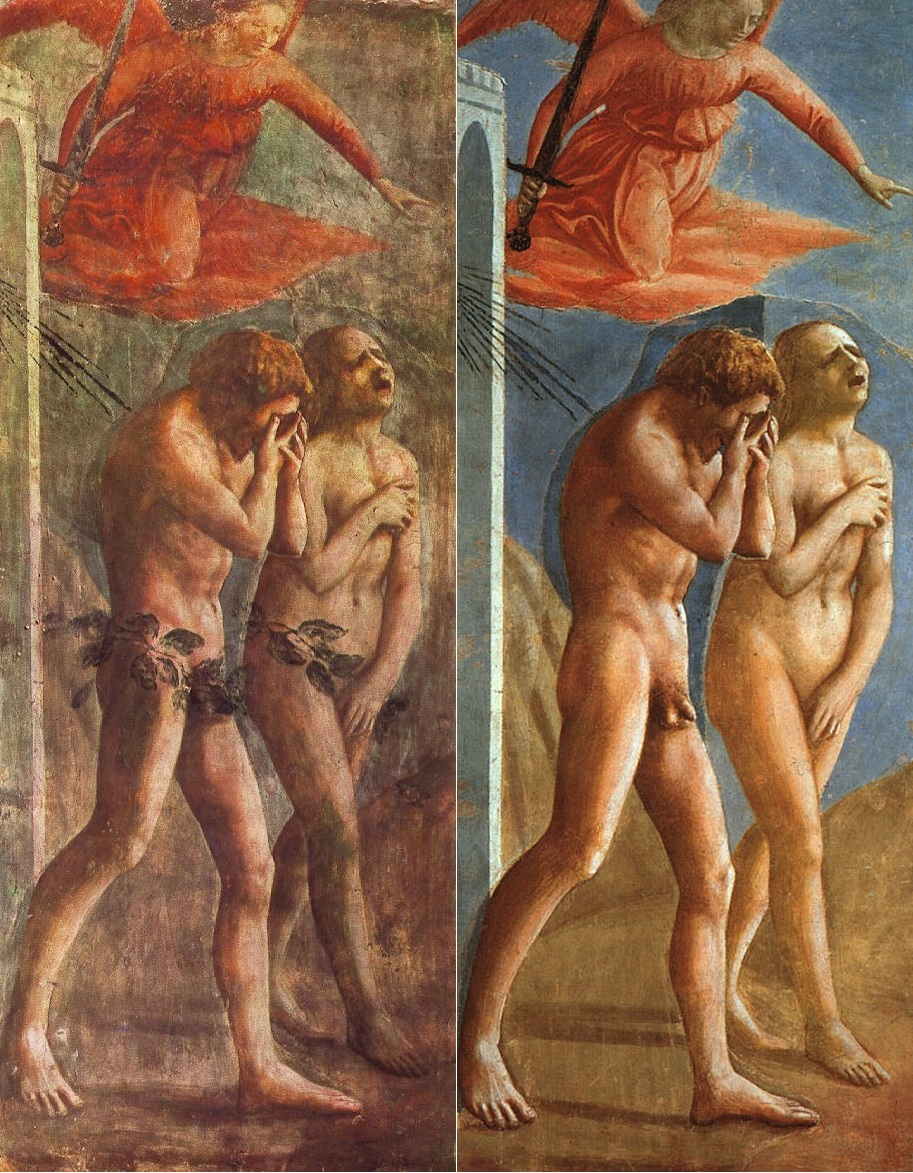
Adam och Eva av Masaccio, (1427), före och efter restaurering 1980.
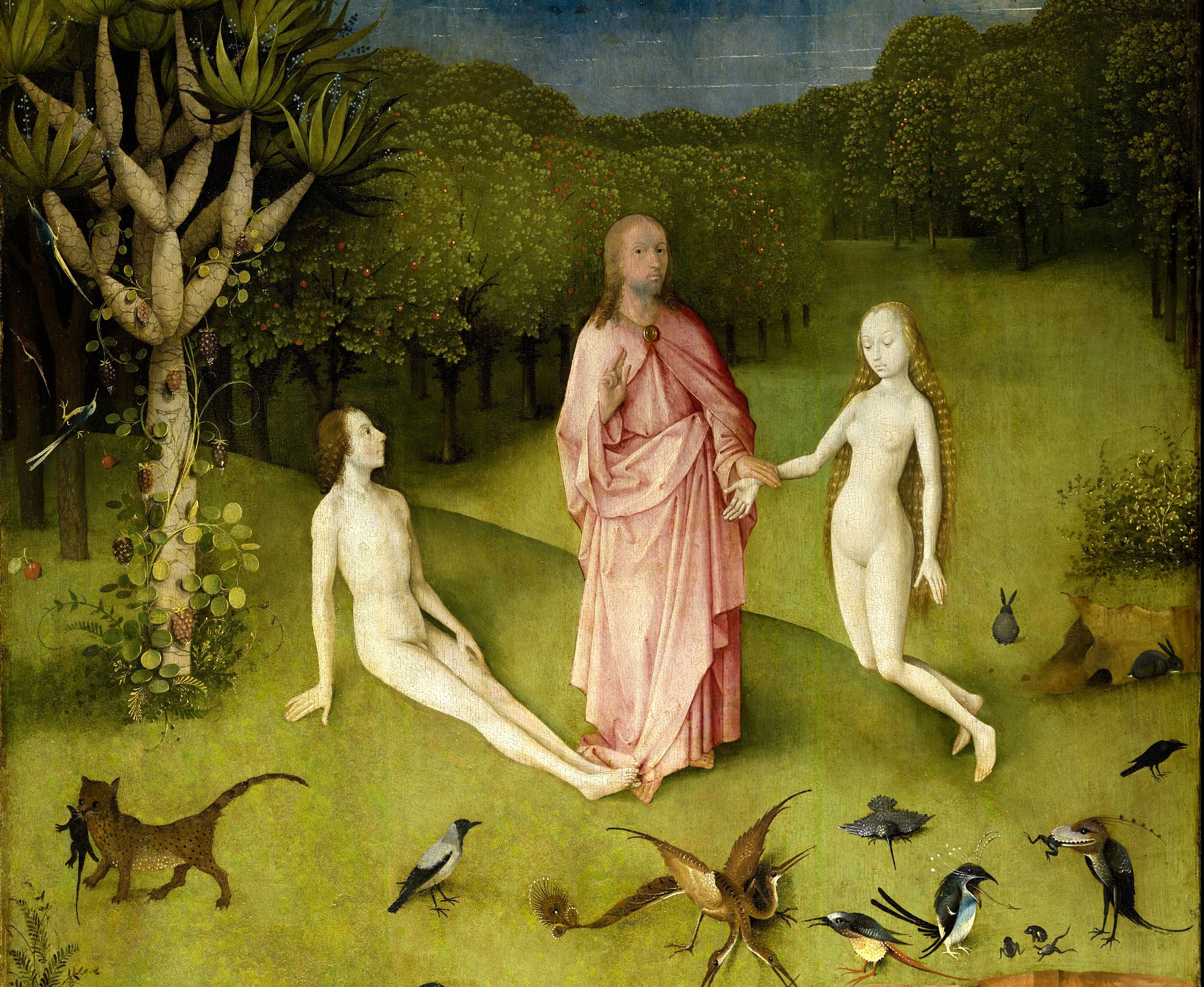
Adam och Eva av Hieronymus Bosch, (1480).
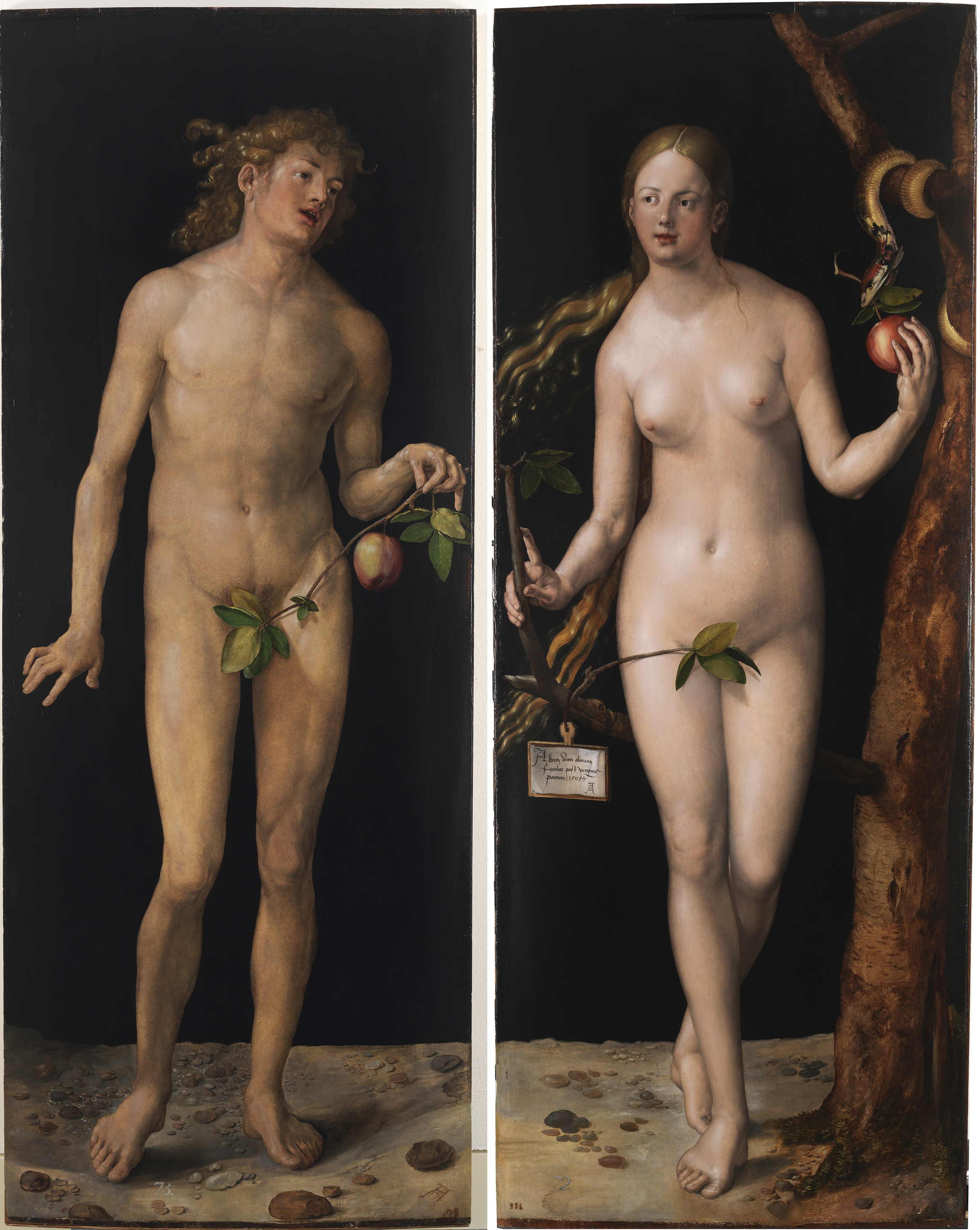
Adam och Eva av Albrecht Dürer (1507).
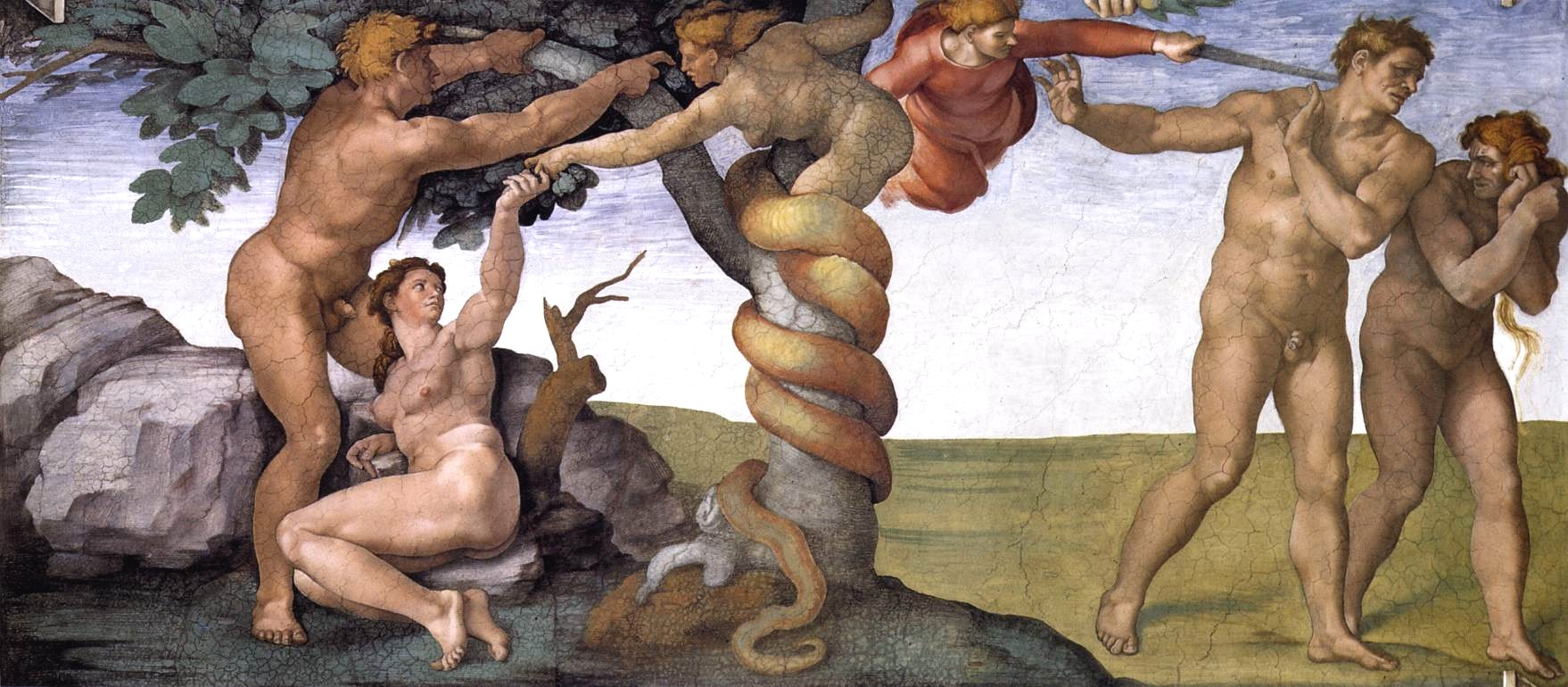
Syndafallet och förvisningen ur Edens lustgård, freskomålning av Michelangelo i Sixtinska kapellet (1509).
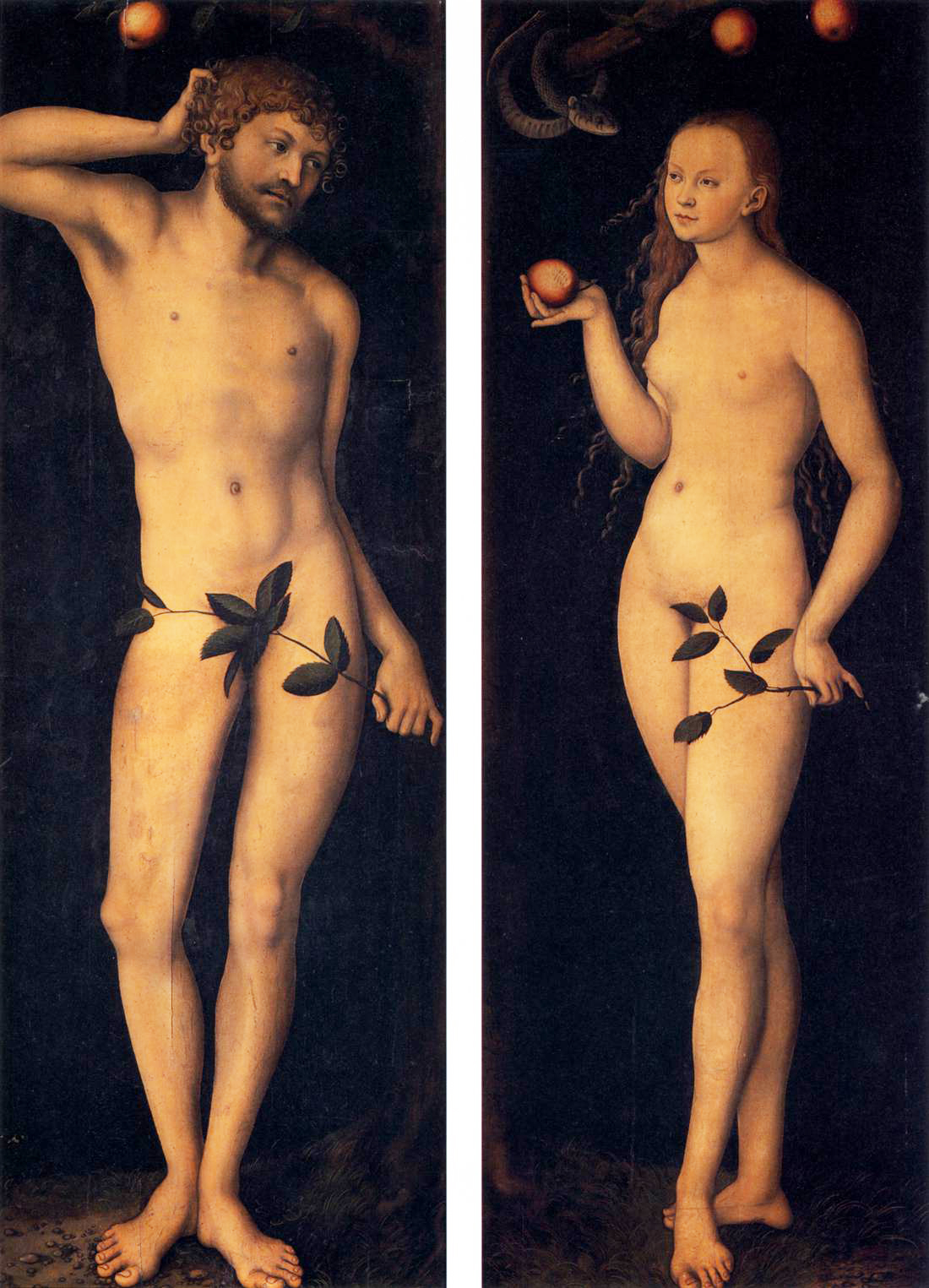
Adam och Eva av Lucas Cranach den äldre (1528).
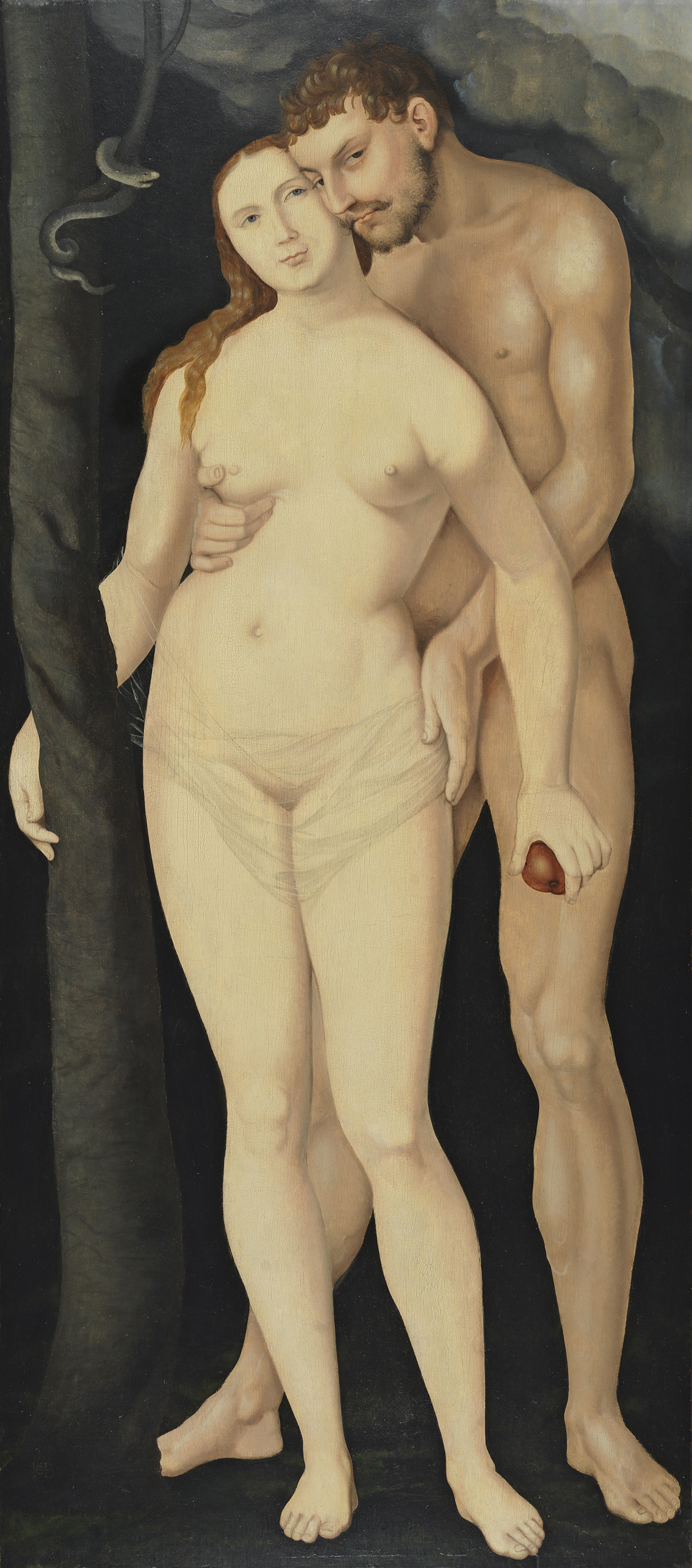
Adam och Eva av Hans Baldung (1530).
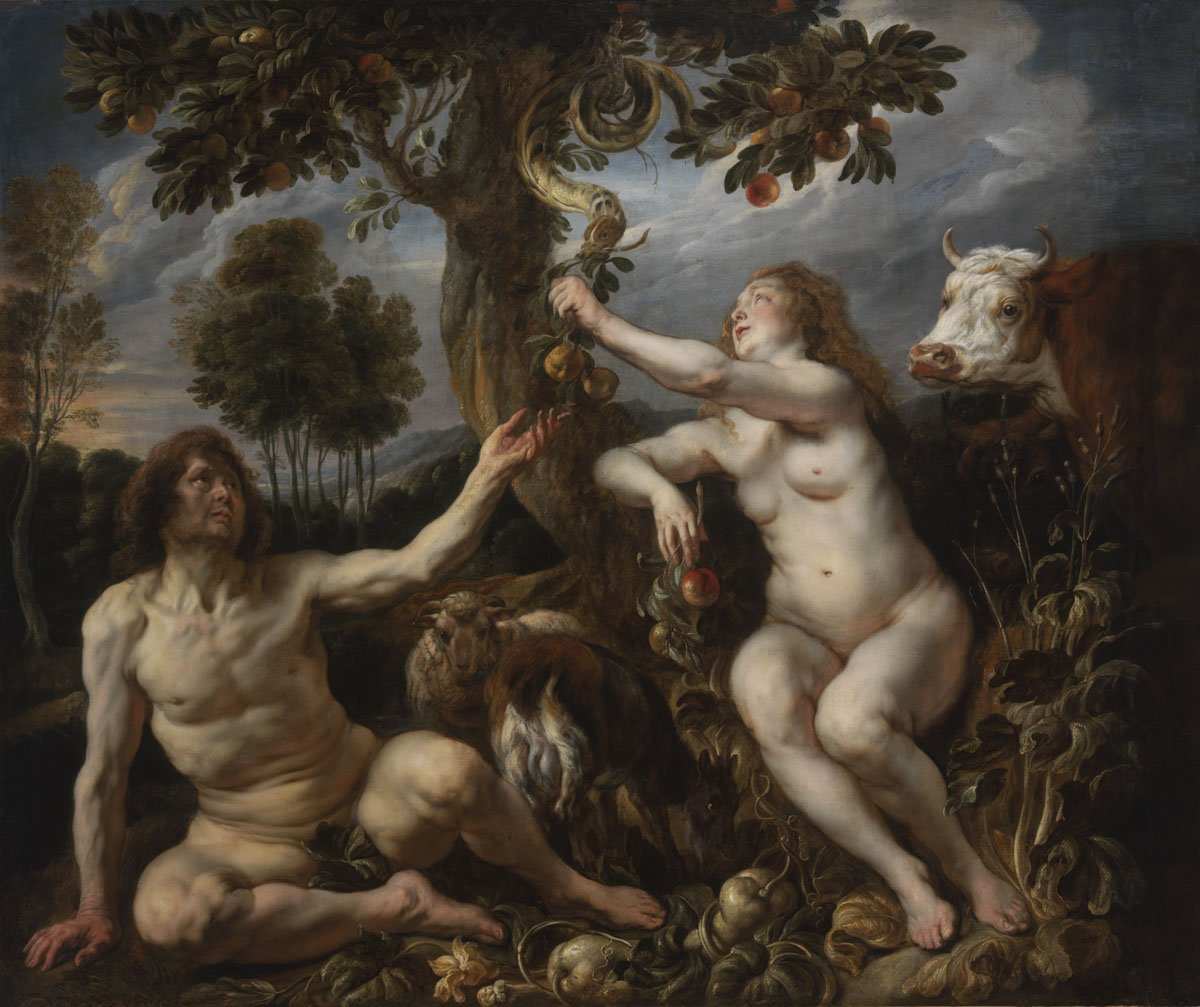
Adam och Eva av Jacob Jordaens (slutet av 1600-talet).
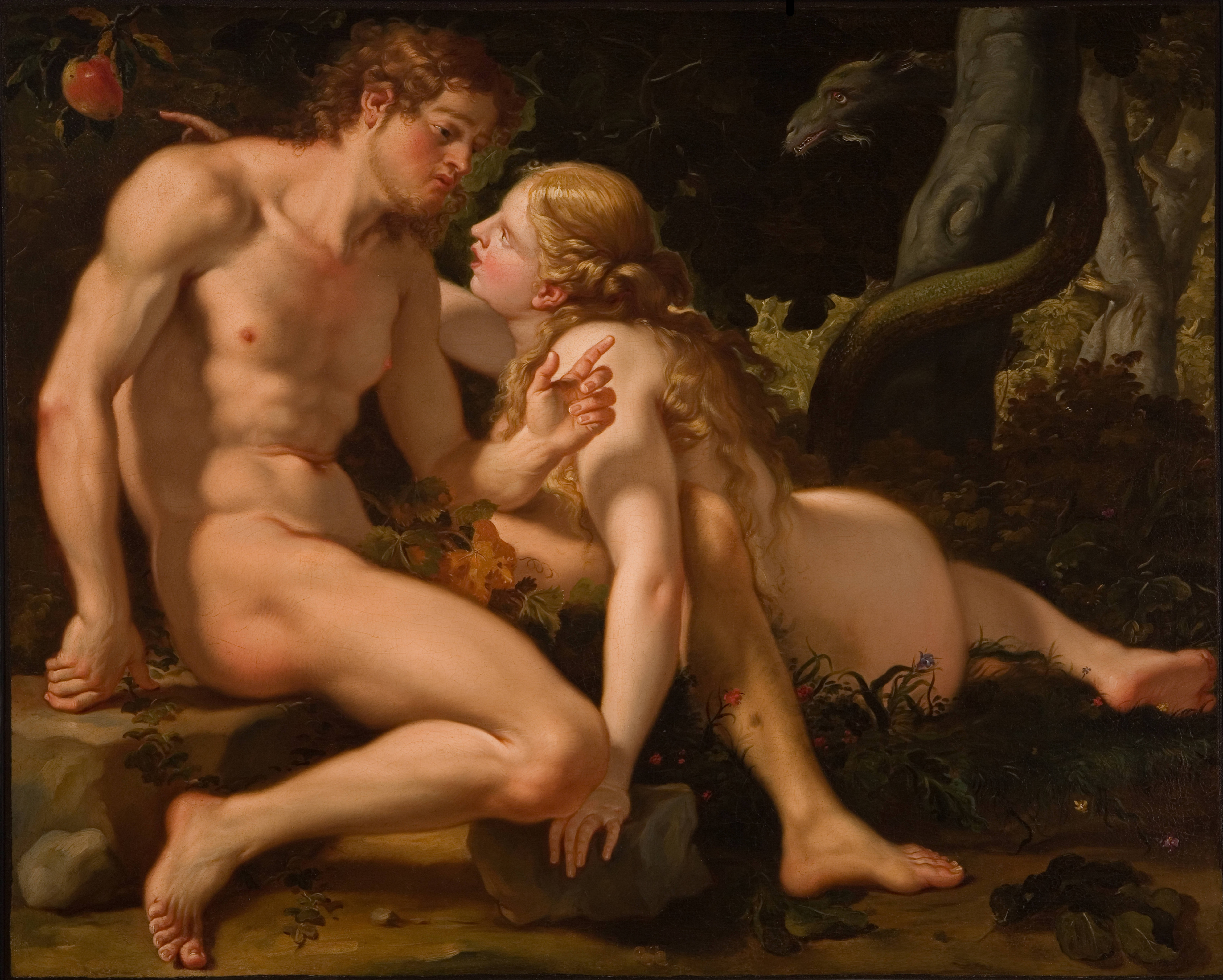
Adam och Eva av Antonio Molinari (1703).
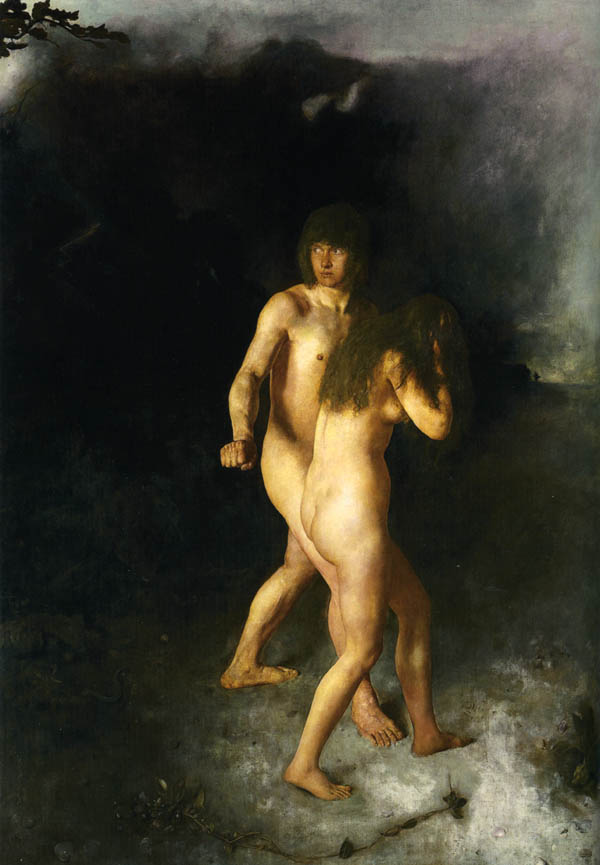
Adam och Eva av Hans Heyerdahl (1878).
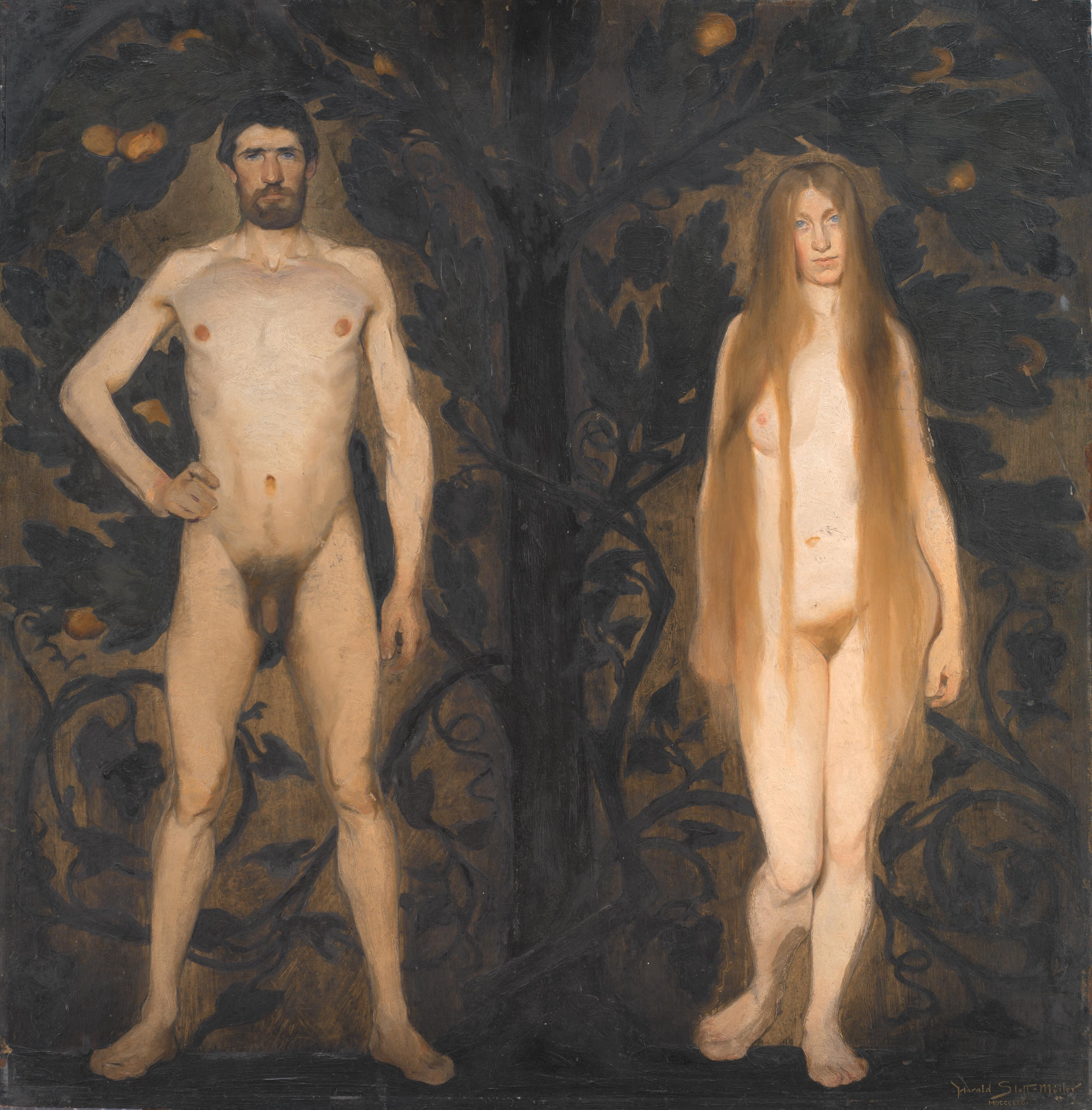
Adam och Eva av Harald Slott-Møller (1891).
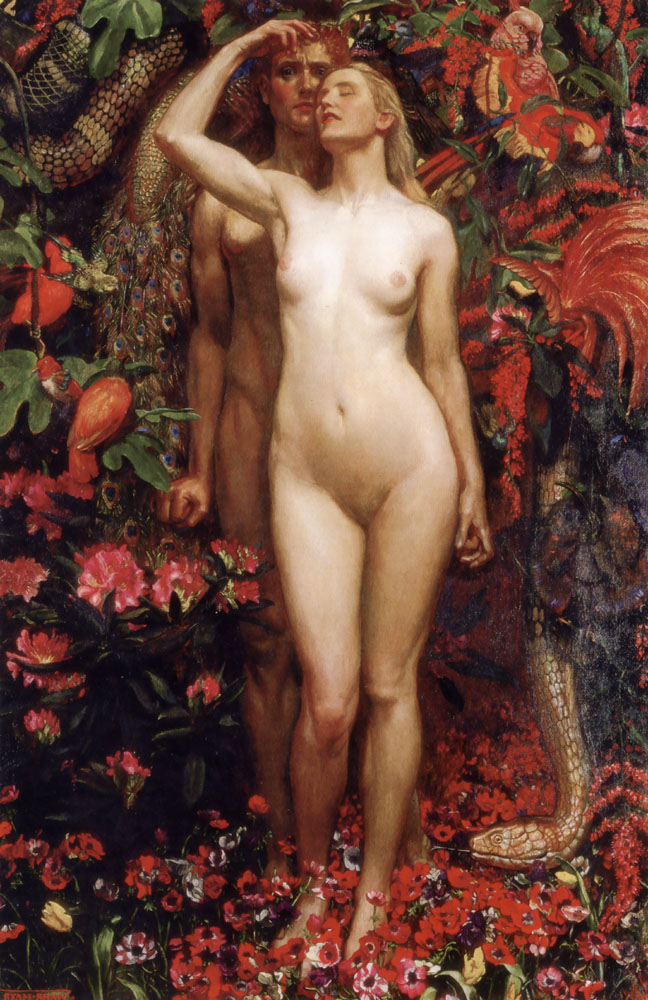
Adam och Eva av Byam Shaw (1911).